# Przeklęta bariera
Przeklęta bariera – powieść obyczajowa z elementami science fiction oraz kryminału autorstwa Joanny Chmielewskiej. Powstała w 2000 roku.

## Zarys fabuły
Główna bohaterka, Katarzyna, jest XIX-wieczną 25-letnią damą, świeżo owdowiałą. W czasie podróży do Francji wraz ze służącym, Romanem, zatrzymuje się w oberży. Kiedy budzi się rano, okazuje się, że jest koniec XX wieku. Początkowo w ogóle to do niej nie dociera, jest oszołomiona i zdezorientowana, jednak zjawisko tłumaczy jej Roman, od lat podróżujący w czasie. Katarzyna szybko przyzwyczaja się do wygód nowoczesności.